# Julio Enrique Moreno
Julio Enrique Moreno Peñaherrera (Quito, 20 de octubre de 1879-Quito, 2 de abril de 1952) fue un político, periodista y sociólogo ecuatoriano. Encargado del Poder Ejecutivo del Ecuador, entre el 10 al 31 de agosto de 1940. Su influencia en la política ecuatoriana fue significativa, especialmente durante la Revolución Juliana, donde formó parte de la segunda Junta de Gobierno Provisional. Además serviría como Ministro de lo Interior. Jugó un papel crucial en la creación de la Constitución de 1929, que introdujo importantes reformas como el voto femenino y el recurso de habeas corpus. Además de su carrera política, Moreno fue un prolífico escritor, explorando temas de filosofía, sociología y crítica literaria, dejando un legado de obras que reflejan su profundo pensamiento y que fueron recogidas en el libro Pensamiento filosófico social, como parte de la biblioteca ecuatoriana básica.

## Biografía

### Primeros años
Julio Enrique Moreno Peñaherrera nació el 20 de octubre de 1879, en la ciudad ecuatoriana de Quito. Hijo de Daniel Moreno Coronel y Mercedes Peñaherrera Sierra.[cita requerida]
Realizó su formación primaria en la Escuela de los Hermanos Cristianos y la secundaria en el Colegio San Gabriel, de los jesuitas; posteriormente estudiaría jurisprudencia y ciencias sociales.

### Carrera política
Tras la Revolución Juliana, que derrocó al gobierno de Gonzalo S. Córdova, fue llamado para integrar la segunda Junta de Gobierno Plural, que gobernó al país desde el 10 de enero hasta el 31 de marzo de 1926; en este periodo le tocó asumir el Ministerio de lo Interior, Obras Públicas y Policía. Este mismo cargo lo desempeñó en la gestión de Isidro Ayora, hasta su dimisión en 1929; con esto dio facilidad a la caída del gobierno de Ayora.
Aunque fue una figura política ecuatoriana de gran influencia, aunque también objeto de controversia. Su papel fue crucial en la creación de la XIII Constitución del Estado en 1929, que introdujo innovaciones significativas como el voto femenino (explícito) y el recurso de habeas corpus. Además de su destacada trayectoria política, Moreno fue cofundador de la Sociedad Jurídico Literaria, donde se distinguió como poeta y crítico literario, y exploró la filosofía a través de diversas obras.

### Escritos
Moreno incursionó en el ámbito filosófico, dejando un legado de escritos que reflejan su pensamiento. Entre sus obras más destacadas se encuentran "Humanidad y Espiritualidad: Bosquejo de una Antropología Sociológica" (1939), "El Sentido Histórico y la Cultura: Para una Sociología ecuatoriana" (1940), "Filosofía de la existencia: Notas sobre Ortega y Gasset" (1940)1 y "El Problema de Nuestra Política Educacional" (1935). También destacan sus contribuciones literarias y críticas, como "Un retrato de Federico González Suárez" (1917), "Vida Nacional. Liberalismo y Conservatismo" (1920).
Su obra sería resumida por el historiador Enrique Ayala Mora de la siguiente manera:

Al mismo tiempo que fueron creciendo los grupos de maestros y burócratas vinculados al laicismo, se consolidaron propuestas ideológicas que transitaron del romanticismo al positivismo y fueron estructurando el pensamiento liberal laico. José Peralta y Julio Enrique Moreno fueron las figuras más destacadas de este movimiento. Al mismo tiempo comenzaron a publicarse textos sobre la orientación
y el contenido de la educación estatal laica, escritos por maestros y funcionarios públicos que habían entrado en contacto con la literatura educativa extranjera.
Enrique Ayala Mora - El laicismo en la historia del Ecuador

### Últimos años
Después de este periodo académico, fue Presidente del Senado en el año de 1940, y bajo esta calidad fue Encargado del Poder Ejecutivo, entre el 10 al 31 de agosto; el 1 de septiembre entrega el poder a Carlos Arroyo del Río.
En el ámbito personal se casaría con Victoria Espinosa de los Monteros Panblan y tendrían tres hijos, Julio, Miguel y Juan. El primero de ellos sería alcalde de Quito.
A partir de esto, Moreno decidió dedicarse a su vida privada, falleció el 2 de abril de 1952, en su natal Quito, a consecuencia de un infarto agudo de miocardio.

## Cargos ocupados
- Presidente encargado de la República de Ecuador
- Presidente del Senado de Ecuador
- Ministerio de lo interior, obras públicas y policía de Ecuador
- Miembro de la Segunda Junta de Gobierno Provisional del Ecuador

## Obras

### Libros publicados
- Montalvo.[7]
- Un retrato de Federico González Suárez (1917)
- Vida Nacional. Liberalismo y Conservatismo (1920)
- El Problema de Nuestra Política Educacional (1935)
- Humanidad y espiritualidad; bosquejo de una antropología sociológica (1939).[8]
- El Sentido Histórico y la Cultura: Para una Sociología ecuatoriana (1940)
- Filosofía de la existencia (Notas sobre Ortega y Gasset). (1940)[9]
- La revolución del 9 de julio y el gobierno de la dictadura: (Extracto del \ Informe del Ministerio de lo Interior a la nación 1926-1928).[10]

### Sobre Julio E. Moreno
- Pensamiento filosófico social Julio Moreno ; Hernán Malo, estudio introductorio y selección.[11][12]